# Provincia de Medio Campidano
Medio Campidano (en sardo provìntzia de Campidanu de Mesu, en italiano provincia del Medio Campidano) fue una provincia de la región de Cerdeña, en Italia. La provincia, creada por ley en el año 2001, estuvo operativa desde el 2005 hasta el 2016. Su territorio formaba parte, previamente, de la provincia de Cagliari. La primera elección de sus autoridades fue realizada en 2006. Sus capitales fueron Sanluri y Villacidro. 
Tenía un área de 1516 km², y una población total de 99.422 hab (2015). La provincia tenía 28 municipios.